# آموس فوستر
آموس فوستر (بالإنجليزية: Amos Foster)‏ هو محامي أمريكي، ولد في 10 مارس 1880 في كين في الولايات المتحدة، وتوفي في 7 أغسطس 1952.

## وصلات خارجية
- آموس فوستر على موقع كلية كرة السلة في سبورتس رفرنس.كوم (الإنجليزية)